# Walter Davis (1979)
Walter Davis (Lafayette, 2 juli 1979) is een Amerikaanse atleet, die gespecialiseerd is in het hink-stap-springen. Hij is ook een goed verspringer. Hij nam tweemaal deel aan de Olympische Spelen, zonder bij die gelegenheden in de prijzen te vallen.

## Loopbaan
Op de Olympische Spelen van Sydney in 2000 nam Davis voor het eerst aan een grote internationale wedstrijd deel. Hij werd hier op het onderdeel hink-stap-springen met een afstand van 16,61 m elfde. Hoewel hij zich bij de Amerikaanse selectiewedstrijden ook op het onderdeel verspringen had gekwalificeerd, nam hij in Sydney hieraan niet deel. Een jaar later werd hij op de wereldkampioenschappen in Edmonton vijfde met 17,20.
In 2002 werd Davis Amerikaans kampioen op het onderdeel hink-stap-springen met een afstand van 17,59. Een jaar later wist hij met 8,24 ook Amerikaans kampioen verspringen te worden.
Op de WK van 2003 in Parijs deed hij voor het eerst op een groot internationaal kampioenschap mee aan beide atletiekonderdelen. Dit pakte ongunstig uit; hij werd zevende op het verspringen en haalde de finale niet op het hink-stap-springen.
In 2004 maakte hij deze "fout" opnieuw en werd op de Olympische Spelen van Athene elfde op het hink-stap-springen (16,78); bij het verspringen haalde hij met een sprong van 7,80 de finale niet.
Davis werd op de WK van 2005 in Helsinki wereldkampioen hink-stap-springen. Op de Amerikaanse kampioenschappen werd hij op het hink-stap-springen vierde, evenals bij het verspringen.
In 2006 werd hij op het hink-stap-springen wereldindoorkampioen en tweede op de LBBW Meeting 2006 met een afstand van 17,11. Dat hij vooral bij het hink-stap-springen de grootste kans heeft op internationale successen bewees Walter Davis een jaar later opnieuw op de WK in Osaka, waar hij met 17,33 de bronzen medaille veroverde.

## Titels
- Wereldkampioen hink-stap-springen - 2005
- Wereldindoorkampioen hink-stap-springen - 2006
- Amerikaans kampioen hink-stap-springen - 2000, 2002, 2005, 2006
- Amerikaans kampioen verspringen - 2003
- Amerikaans indoorkampioen hink-stap-springen - 2005, 2006
- NCAA-kampioen verspringen - 2002
- NCAA-indoorkampioen hink-stap-springen - 2001, 2002

## Persoonlijke records
Outdoor
| Onderdeel          | Prestatie | Datum         | Plaats         |
| ------------------ | --------- | ------------- | -------------- |
| verspringen        | 8,36 m    | 29 april 2006 | Fort-de-France |
| hink-stap-springen | 17,71 m   | 25 juni 2006  | Indianapolis   |

Indoor
| Onderdeel          | Prestatie | Datum         | Plaats       |
| ------------------ | --------- | ------------- | ------------ |
| verspringen        | 8,15 m    | 8 maart 2002  | Fayetteville |
| hink-stap-springen | 17,73 m   | 12 maart 2006 | Moskou       |

## Prestaties

### hink-stap-springen
Kampioenschappen
- 2000: 11e OS - 16,61 m
- 2001: 5e WK - 17,20 m
- 2002: 6e Grand Prix Finale - 16,89 m
- 2003:  Wereldatletiekfinale - 17,09 m
- 2003:  WK indoor - 17,35 m
- 2004: 11e OS - 16,78 m
- 2004: 7e Wereldatletiekfinale - 16,83 m
- 2005:  WK - 17,57 m
- 2005:  Wereldatletiekfinale - 17,23 m
- 2006:  WK indoor - 17,73 m
- 2006:  Wereldatletiekfinale - 16,98 m
- 2006:  Wereldbeker - 17,54 m
- 2007:  WK - 17,33 m
- 2007:  Wereldatletiekfinale - 17,35 m
- 2009: 12e WK - 16,62 m

Golden League-podiumplekken
- 2002:  Bislett Games – 17,05 m
- 2002:  Golden Gala – 17,33 m
- 2002:  Memorial Van Damme – 17,40 m
- 2004:  ISTAF – 17,21 m
- 2007:  Weltklasse Zürich – 17,20 m
- 2007:  Memorial Van Damme – 17,27 m

### verspringen
- 2003: 7e WK - 8,02 m

1983 Zdzisław Hoffmann ·
1987 Christo Markov ·
1991 Kenny Harrison ·
1993 Mike Conley ·
1995 Jonathan Edwards ·
1997 Yoelbi Quesada ·
1999 Charles Friedek ·
2001 Jonathan Edwards ·
2003 Christian Olsson ·
2005 Walter Davis ·
2007 Nelson Évora ·
2009 Phillips Idowu ·
2011 Christian Taylor ·
2013 Teddy Tamgho ·
2015 Christian Taylor ·
2017 Christian Taylor ·
2019 Christian Taylor ·
2022 Pedro Pablo Pichardo ·
2023 Hugues Fabrice Zango